# 兰开斯特 (新罕布什尔州)
兰开斯特（英語：Lancaster）位于美国新罕布什尔州北部，是库斯县的县治所在，面积132.8平方公里。根据2000年美国人口普查，共有3,280人，其中白人占98.08%。這個數字於2010年上升至3,507人，是該縣人口第二多城市

## 地理
根據2000年人口普查，本城面積為50.7平方英里（131.31平方），其中49.8平方英里（128.98平方）為陸地，0.9平方英里（2.33平方）為水域。